# 蕭彥莊
蕭彥莊（1435年—？），字彥莊，江西吉安府泰和縣人，明朝政治人物。進士出身。

## 生平
江西鄉試第十四名。天順八年（1464年）甲申科會試第一百六十九名，殿試登進士第二甲第七十四名。官至刑科給事中。

## 家族
曾祖父蕭士敏。祖父蕭瑱仲。父亲蕭季脩。